# تنس الريشة

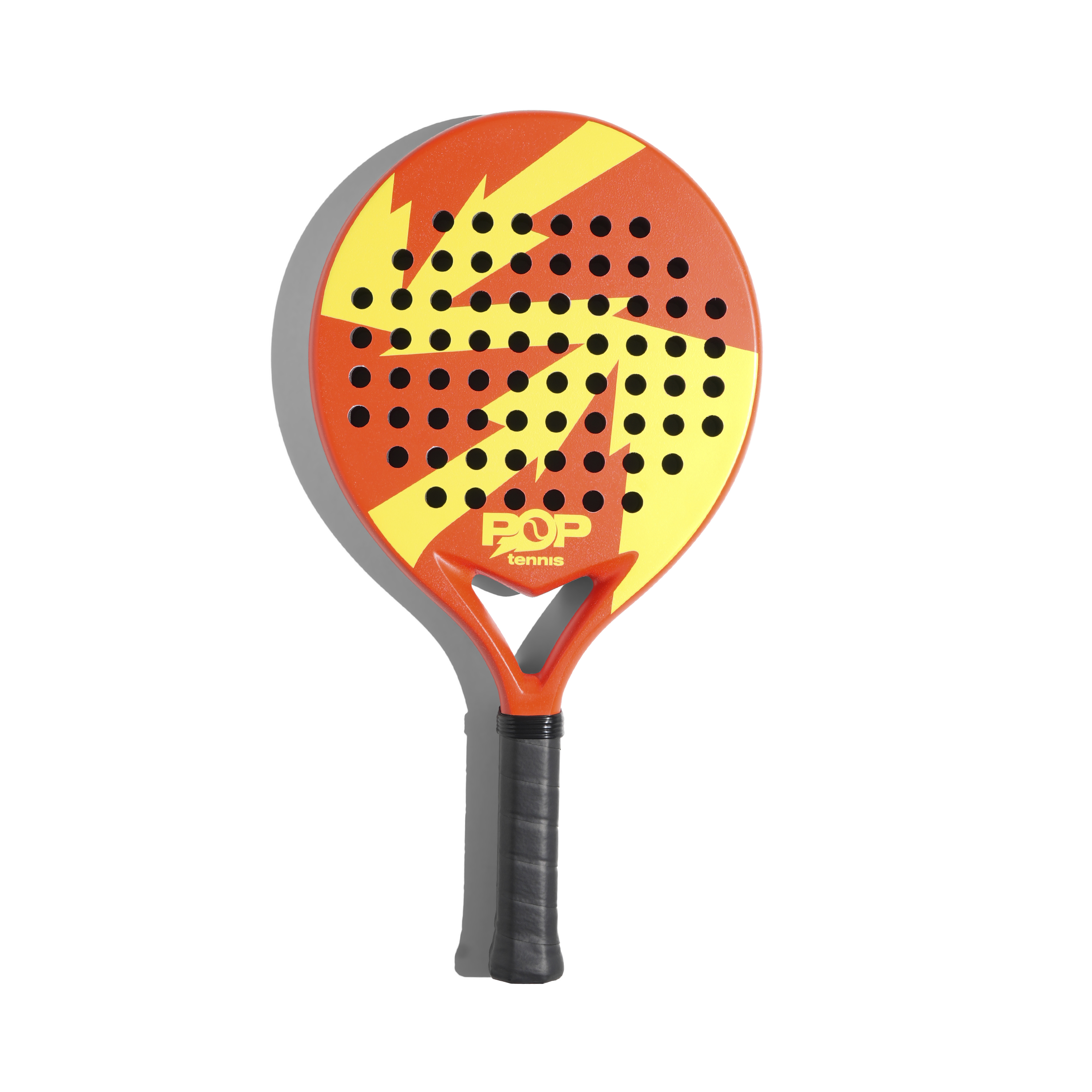
مضرب تنس الريشة

تنس الريشة وتعرف باسم تنس المجداف، هي رياضة مقتبسة من التنس، نم لعبها منذ أكثر من قرن. مقارنةً مع التنس العادي، يكون الملعب فيها أصغر، ولا يحتوي على ممرات مزدوجة، والشبكة أقل، ويتم لعب تنس المضرب بمجداف صلب مثقوب، بدلاً من المضرب المعلق، وكرة تنس ذات ضغط منخفض. يتم استخدام نفس الملعب لكل من الفردي والزوجي، مع كون الزوجي هو الشكل السائد للعب، يضيف حجم الملعب الأصغر تركيزًا قويًا وميزة للعب على الشبكة ويخلق لعبة سريعة تعتمد على رد الفعل.

## التاريخ
خلال عام 1898، تم اختراع تنس المضرب على يد القس الأسقفي فرانك بيتر بيل في ألبيون، ميشيغان، وبعد ذلك انتشرت الرياضة في مانهاتن السفلى، حيث أراد بيل إنشاء أنشطة ترفيهية لأطفال الحي، وفي عام 1915 طلب بيل من إدارة الحدائق والترفيه في مانهاتن إنشاء ملاعب في واشنطن سكوير بارك في قرية الأمنية الخضراء. أقيمت البطولة الأولى للتنس في عام 1922، وتم تشكيل الاتحاد الأمريكي لتنس المجداف USPTA في العام التالي، ويوجد اتحاد تنس المحترفين بالولايات المتحدة الذي تأسس عام 1970. بحلول عام 1941، كان يتم لعب تنس المضرب في ما يقارب 500 مدينة أمريكية.
على الرغم من أن فرانك بير بيل معروف بأنه مخترع اللعبة، إلا أن موراي جيلر كان له دور فعال في إنشاء اللعبة الحديثة، وهو لاعب في الأربعينيات والخمسينيات من القرن الماضي، انتخب رئيسًا للجنة قواعد USPTA، وأراد أن يجعل اللعبة أكثر جاذبية للبالغين، وأنشأ ميزات تشمل ملعبًا موسعًا وإرسالًا مخادعًا. نسخة محفوظة 24 يونيو 2021 على موقع واي باك مشين.
فاز سكوت فريدمان ببطولة العالم لتنس التجديف الفردي للرجال 19 مرة، وببطولة العالم لزوجي الرجال 16 مرة، وببطولة العالم للزوجي المختلط 14مرة، وقام بتأليف كتاب بعنوان التنس والتنس، حيث يمكن لأي شخص اللعب. في عامي 2015 و2016، حاولت USPTA إعادة تسمية الرياضة باسم POP Tennis، وبدأت في إنتاج معدات تحمل شعارًا، وغيرت اسمها إلى رابطة POP الدولية للتنس IPT، وتم اختيار الاسم في إشارة إلى صوت البوب الذي يصدر عندما يضرب المجداف الكرة.

## قوانين اللعبة
تُصنع ملاعب تنس المضرب من نفس مواد ملاعب التنس، أو يمكن أيضًا وضعها على رمال الشاطئ الصلبة. يبلغ قياس الملعب 50 قدمًا ما يعادل 15.2 مترًا من خط الأساس إلى خط الأساس، وعرضه 20 قدمًا ما يعادل 6.09 مترًا مع خط الخدمة على بعد 3 أقدام ما يعادل 0.91 مترًا من خط الأساس، ويؤدي هذا إلى إنشاء صندوق خدمة مقاس 10 × 22 قدمًا ما يعادل 3.04 × 6.70 م، ويتم وضع الشبكة على ارتفاع 31 بوصة ما يعادل 0.78 م، على الساحل الغربي يتم رسم خط تقييد بطول 12 قدمًا ما يعادل 3.66 مترًا موازيًا للشبكة.
أثناء اللعب يجب على جميع اللاعبين إبقاء قدميهم خلف خط التقييد حتى بعد أن يقوم اللاعب الذي يتلقى الإرسال بضرب الكرة، وجميع قواعد التجديف تشبه لعبة التنس، يجب أيضًا أن يتم ارتداد الإرسال الثاني لتنس المجداف مرة واحدة على الأقل في جانب الخصم الآخر.

## الملخص
- اللاعبون: أربعة، يلعبون بنظام الزوجي.
- الإرسال: يجب أن يكون الإرسال خفياً، ويُسمح بالإرسال الثاني فقط في حالة سقوط كرة شبكية داخل الحدود، كما هو الحال في لعبة التنس.
- النتيجة: طريقة التسجيل هي نفسها كما في التنس، والأفضل أن تكون المباريات من خمس مجموعات.
- الكرة: كرة تنس ذات ضغط منخفض.
- المجداف: صلب بلا أوتار وقد تكون مثقبة.
- المحكمة: هناك نوعان من المحاكم، كأنماط الساحل الشرقي والغربي.
- الجدران: تلعب الجدران أو الأسوار نفس الدور كما في لعبة التنس، بمجرد أن تلامسها الكرة تخسر من النقاط.

## رياضات مشابهة
- باديل: هي رياضة مماثلة تُلعب عادةً زوجي، في ملعب مغلق يبلغ حجمه نصف ملعب التنس تقريبًا وتحظى بشعبية في إسبانيا وأمريكا اللاتينية.
- Pickleball: هي رياضة مشابهة تم اختراعها عام 1965 في جزيرة بينبريدج بواشنطن، ويتم لعبها على ملعب مماثل وبمجداف مماثل، ولكنها تستخدم كرة ويفل بلاستيكية.
- تنس المنصة: هي رياضة مماثلة تم اختراعها في عام 1928 في سكارسديل، نيويورك، من قبل جيمس كوجسويل وفيسيندين بلانشارد. يتمثل الاختلاف الأساسي فيها عن تنس المضرب في أن ملعب التنس أقصر بمقدار 6 أقدام، ومسيج بسلك مشدود يمكن لعب الكرة منه، ويستخدم تنس المنصة كرة مطاطية إسفنجية صلبة ويُسمح بالإرسال من أعلى، ويحظى تنس المنصة بشعبية كبيرة في شمال شرق ووسط غرب الولايات المتحدة، حيث يمكن تسخين الملعب المرتفع المنصة للعب في فصل الشتاء.